# Parasigmoidella hoffmanorum
Parasigmoidella hoffmanorum är en kackerlacksart som beskrevs av Roth, L. M. 1997. Parasigmoidella hoffmanorum ingår i släktet Parasigmoidella och familjen småkackerlackor.
Artens utbredningsområde är Filippinerna. Inga underarter finns listade i Catalogue of Life.